# The Reunion (film 2011)
The Reunion è un film del 2011 diretto da Michael Pavone. 
Film d'azione statunitense con protagonisti John Cena, Ethan Embry, Michael Rispoli, Boyd Holbrook ed Amy Smart. Il film è uscito il 21 ottobre 2011. Il budget fu di circa 10 milioni di dollari.

## Trama
Dopo la morte del padre, Nina ha il compito di realizzare il suo ultimo desiderio: riportare i suoi tre fratelli di nuovo insieme. Sam, un duro poliziotto attualmente in sospensione; Leo, un tipo altezzoso e chiacchierone, garante di cauzioni; e Douglas, un ventenne appena uscito di prigione per furto. Leo viene poi sospettato di aver truffato uno degli uomini più ricchi del paese, e convince i suoi due fratelli a unirsi con lui in quella che diventerà una pericolosa ma esilarante avventura.

## Produzione
Il film è stato prodotta dalla WWE Studios in collaborazione della Samuel Goldwyn Films. Le riprese si svolsero ad Albuquerque, Nuovo Messico, nell'Ottobre 2010.

## Distribuzione

### Edizioni home video
Il film è uscito su Blu-ray e DVD l'8 novembre 2011.

## Accoglienza
Il film ha ricevuto delle recensioni generalmente negative. Rotten Tomatoes diede al film 8% basato su 12 recensioni, e come voto medio 3.3/10.